# Clive Chin
Clive Chin (Kingston, 14 maggio 1954) è un produttore discografico giamaicano di musica reggae e dub che ha lavorato, tra gli altri con The Wailers, Dennis Brown, Lee Perry, Errol Thompson e Black Uhuru.

Randy's record shop

Iniziò a lavorare al Randy's Record Store, il negozio di dischi di suo padre, per poi aprire il suo studio di registrazione, il famoso Randy's Studio 17, uno dei più importanti studi musicali giamaicani della prima metà degli anni settanta.
Il primo successo di Chin fu il brano Java di Augustus Pablo; seguirono quelli di Cheater (di Dennis Brown), King of Babylon (di Junior Byles), e l'album di debutto di Augustus Pablo, This Is Augustus Pablo.
Nel 1973 Chin produsse l'album Java Java Dub; l'album, mixato da Errol "ET" Thompson, è considerato uno dei primi album dub della storia.
Dopo il trasferimento negli Stati Uniti d'America Chin gestì per quindici anni un ristorante giamaicano nel quartiere dei Queens, a New York. Ha ripreso a produrre nuovamente musica nel 1998.
Nel 2007 la casa discografica VP Records ha inaugurato una etichetta, 17 North Parade, dedita alla ristampa dei vecchi classici della Randy's.

## Discografia parziale[4]
- 1972 - Errol Dunkley - Darling Ooh
- 1972 - Various Artists - Java Java Dub
- 1972 - Jimmy London - Bridge Over Troubled Waters
- 1973 - Augustus Pablo - This is Augustus Pablo
- 1975 - Impact All Stars - Randy's Dub
- 1978 - Gregory Isaacs & Dennis Brown - Two Bad Superstars
- 1985 - Little John - The Best Of
- anni settanta - Impact All Stars - Java Java Java Java
- 1972-75  - I Roy - Don't Check Me With No Lightweight Stuff
- 1972-75 - Various Artists - 17 North Parade